# Artëm Terjan
Artëm Sarkisovič Terjan (in russo Артём Саркисович Терян?; Gəncə, 5 marzo 1930 – Baku, aprile 1970) è stato un lottatore sovietico, specializzato nella lotta greco-romana.

## Palmarès

### Olimpiadi
- 1 medaglia:
  - 1 bronzo (Helsinki 1952 nei pesi gallo)

### Mondiali
- 1 medaglia:
  - 1 oro (Napoli 1953 nei pesi gallo)